# St. Gallisch-Appenzellische Kraftwerke

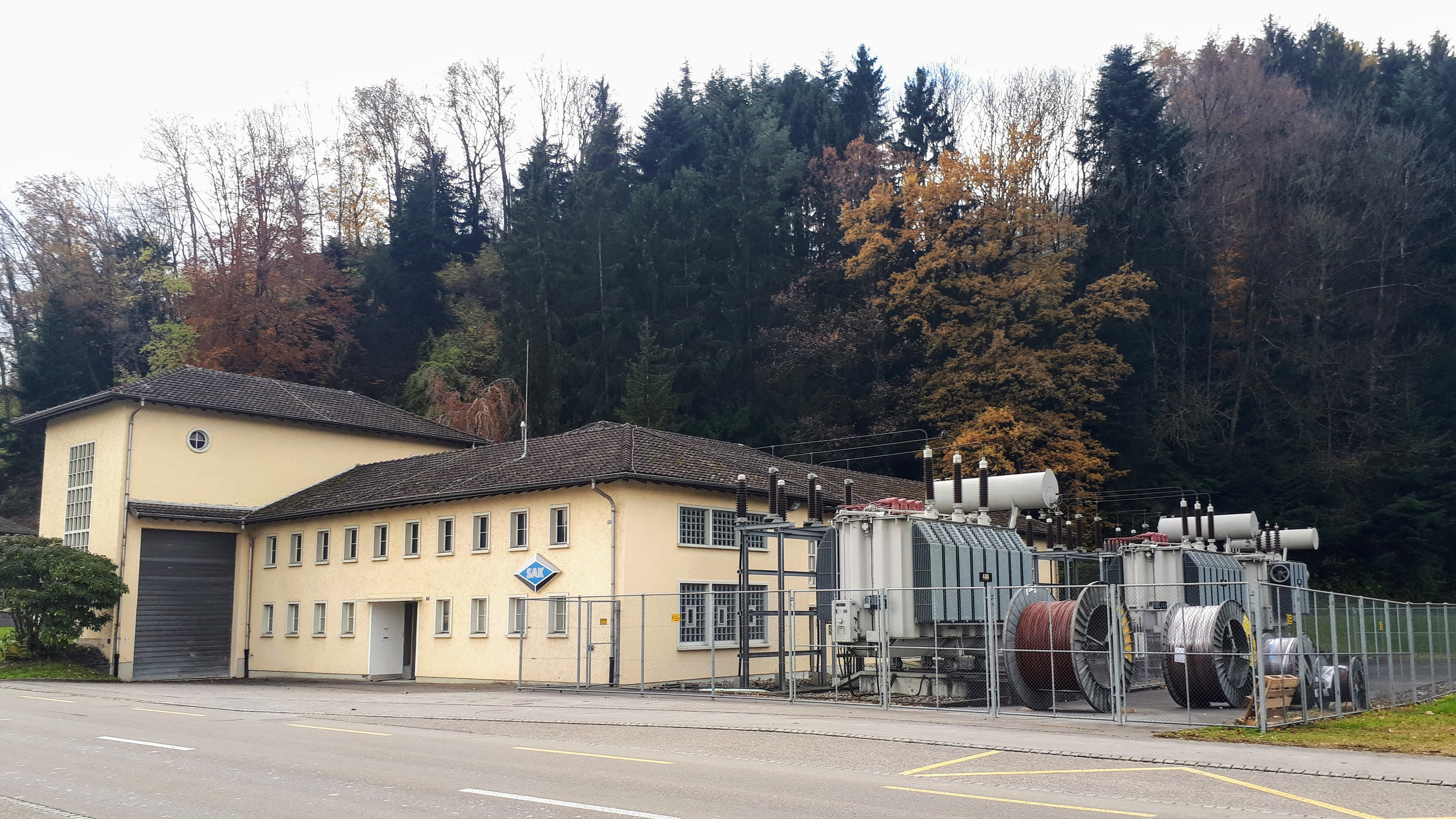
St.Gallisch-Appenzellische Kraftwerke AG Heerbrugg

Die St. Gallisch-Appenzellische Kraftwerke AG (SAK) mit Sitz in St. Gallen ist ein Schweizer Energieversorgungsunternehmen. 

## Geschichte
Um 1900 waren in der ganzen Schweiz rund 900 Kleinkraftwerke in Betrieb, deren damalige Stromerzeugung kaum ausgereicht hätte, um eine einzige grössere Ortschaft zu versorgen. In den Kantonen St. Gallen und beider Appenzell entstanden, abgesehen vom Kubelwerk, nur kleine und kleinste Anlagen.
In den Jahren 1910/11 waren in der Ostschweiz zahlreiche kleine Elektrizitätsgesellschaften tätig. Darum wurden zwischen den Kantonen St. Gallen, Thurgau und beider Appenzell Verhandlungen aufgenommen, um zu prüfen, ob die Gründung einer interkantonalen Kraftwerkgesellschaft möglich wäre. Die Verhandlungen führten aber vorerst zu keinen Ergebnissen.
Als im Jahre 1914 die Nordostschweizerische Kraftwerke gegründet wurde, wurden die Verhandlungen zwischen den Kantonen St. Gallen und Appenzell Ausserrhoden wieder aufgenommen und führten zum Gründungsvertrag der St.Gallisch-Appenzellische Kraftwerke AG (SAK) vom 28./29. August 1914. 1924 traten die SAK der Nordostschweizerische Kraftwerke bei. 1951 erklärte der Kanton Appenzell Innerrhoden seinen Beitritt zur SAK.
Obwohl die SAK in der privatrechtlichen Form einer Aktiengesellschaft gegründet wurde, ist sie ein Werk der Partnerkantone mit dem vorgenommenen Zweck, die Elektrizitätsversorgung der Partnerkantone aus öffentlichem und volkswirtschaftlichem Interesse sicherzustellen.
Die Parlamente der Partnerkantone können nur einen sehr begrenzten Einfluss auf die SAK ausüben. So liegt damit die Verantwortung vor allem bei den Regierungen und den von ihr eingesetzten Vertretern, dass aber auch diese ihren Einfluss nur soweit wahrnehmen, als dies als Aktionär und Verwaltungsrat eines Aktionärs möglich ist. Wie in jeder privatrechtlichen Aktiengesellschaft wird ein erheblicher Teil der Geschäftstätigkeit durch die Geschäftsleitung bestimmt.
Um 2019 gründete die SAK in einem Joint Venture mit Avia Osterwalder die Wasserstoffproduktion Ostschweiz AG. Die Produktion von Wasserstoff soll voraussichtlich 2022 aufgenommen werden. Der Spatenstich für die neue Produktionsanlage beim Kraftwerk Kubel erfolgte am 29. September 2021.

## Geschäftsfelder
Ihre Geschäftsfelder umfassen Stromerzeugung, Strom- und Wärmelieferung, ein Glasfasernetz und Internet-, TV- und Telefon-Dienste sowie die Förderung von E-Mobilität und erneuerbaren Energien. Mit rund 330 Mitarbeitenden deckt sie die ganze Wertschöpfungskette ab: Von der Energiebeschaffung über Planung, Bau, Betrieb sowie Instandhaltung von Netzen und Anlagen bis hin zu Vertrieb und Rechnungsstellung. Die SAK versorgt in den drei Kantonen St. Gallen, Appenzell Ausserrhoden und Appenzell Innerrhoden rund 470'000 Menschen (82 lokale Energieversorgungsunternehmen, 70'000 Privat- und Geschäftskunden sowie 500 Grosskunden) mit Energie.

## Trägerkantone
- St. Gallen
- Appenzell Ausserrhoden
- Appenzell Innerrhoden

Die St.Gallisch-Appenzellische Kraftwerke AG ist erst im Jahre 1928 als Aktionär der NOK beigetreten.

## Kraftwerke
Die SAK betreibt in der Ostschweiz mehrere Wasser- und Holzkraftwerke, Photovoltaikanlagen und Wärmeverbunde zur Förderung erneuerbarer Energie und Wärme:
- Rhein: Montlingen, Blatten, Lienz
- Thur: Giessen, Herrentöbeli
- Walensee, Seez: Muslen, Unterterzen, Schlis, Stoffel
- Urnäsch, Sitter: Kubel